# Błeszno (wzgórze)
Błeszno – wzgórze w Częstochowie, w Obniżeniu Górnej Warty, wznoszące się na 298,7 m n.p.m. Znajduje się w dzielnicy Wrzosowiak (do 2004 roku na Błesznie).  Jest to wzniesienie ostańcowe zbudowane z wapieni górnojurajskich (podobnie jak Jasna Góra).
Na wzgórzu znajdują się:
- Telewizyjny Ośrodek Nadawczy Błeszno,
- ogródki działkowe "Błeszno - wzgórze",
- obiekt Przedsiębiorstwa Wodociągów i Kanalizacji Okręgu Częstochowskiego S.A. w Częstochowie - 4 zbiorniki retencyjne wody (o łącznej pojemności – 32 000 m³).
- Parafia Świętego Stanisława Biskupa i Męczennika w Częstochowie